# 千葉県立湖北高等学校
千葉県立湖北高等学校（ちばけんりつ こほくこうとうがっこう）は、千葉県我孫子市日秀に所在した公立の高等学校。

## 設置学科
- 普通科
  - 文理（文科）コース
  - 文理（理科）コース
  - ビジネスコース
  - スポーツコース

## 所在地
- 〒270-1123 千葉県我孫子市日秀70

## 概要
1979年に開校。千葉県立高等学校再編計画により、2011年4月に千葉県立布佐高等学校と統合され、県立我孫子東高等学校に改称された。統合後は旧・布佐高校の校舎が使用されている。
校舎の跡地は、2014年4月から千葉県立湖北特別支援学校の校舎として使用されている。これに伴い、千葉県立我孫子特別支援学校の高等部の一部が同校に移っている。そのため、小学部と中学部の生徒が我孫子特別支援学校(本校)に、高等部の生徒のみが湖北特別支援学校と我孫子特別支援学校清新分校（千葉県立沼南高柳高等学校校内を3階を一部借りている）に在籍するという、変則的な方式になっている。

## 沿革
- 1979年（昭和54年） - 開校。
- 2011年（平成23年） - 千葉県立布佐高等学校と統合し、千葉県立我孫子東高等学校が新たに開校。

## 交通アクセス
- 成田線湖北駅より徒歩15分

## 著名な卒業生
- 工藤友也（プロ野球選手）